# Breakfast Club (musikgrupp)
Breakfast Club var en amerikansk new wave-grupp från New York. Under bandets aktiva period 1979–90 genomgick de flera olika medlemsuppsättningar, bland annat en med Madonna som trummis. Deras största hit var "Right on Track" från 1986, som nådde sjunde plats på Billboard Hot 100. 1987 släpptes deras första och enda album, The Breakfast Club, på MCA Records.

## Diskografi

### Studioalbum
- 1987 - The Breakfast Club

### Singlar
- 1984 - "Rico Mambo"
- 1986 - "Right on Track"
- 1986 - "Rico Mambo" (nyinspelning)
- 1987 - "Kiss and Tell"
- 1987 - "Never Be the Same"
- 1988 - "Expressway to Your Heart" (The Soul Survivors-cover)
- 1988 - "Drive My Car"